# Lång dags färd mot natt (film)

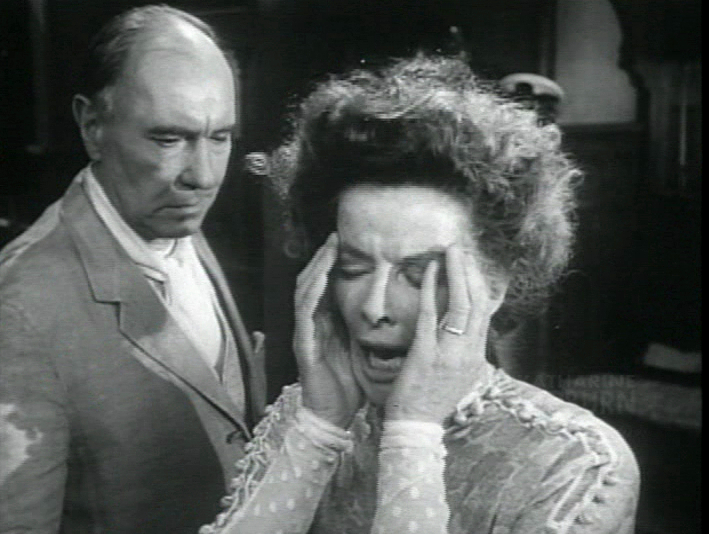
Ralph Richardson (vänster) som James Tyrone Sr och Katharine Hepburn (höger) som Mary.

Lång dags färd mot natt (engelska: Long Day's Journey into Night) är en amerikansk dramafilm från 1962 i regi av Sidney Lumet, baserad på pjäsen med samma titel av Eugene O'Neill som han skrev 1939–1941 men hade premiär 1956.

## Handling
Handlingen utspelar sig under en enskild dag i augusti 1912. Platsen är Monte Cristo Cottage, familjen Tyrones hem vid havet i Connecticut.
Familjen Tyrone är på ytan en typisk amerikansk kärnfamilj, men under ytan döljer sig varje familjemedlems misslyckanden och olycka. Fadern (Ralph Richardson) är en föråldrad skådespelare som dränker sorgen genom stora mängder alkohol. Modern (Katharine Hepburn) lider av tungt drogmissbruk. Den äldre brodern Jamie (Jason Robards), som efter att ha känt sig tvungen att gå i sin faders fotspår som skådespelare, har även han blivit alkoholiserad. Den enda riktiga ljusglimten i familjen är den yngste sonen Edmund (Dean Stockwell), en duktig författare.

## Rollista
| Katharine Hepburn | – Mary Tyrone       |
| Ralph Richardson  | – James Tyrone, Sr. |
| Jason Robards     | – Jamie Tyrone      |
| Dean Stockwell    | – Edmund Tyrone     |
| Jeanne Barr       | – Cathleen          |